# Henryk Machel
Henryk Marian Machel (ur. 5 sierpnia 1940 w Bydgoszczy, zm. 13 kwietnia 2016 w Gdańsku) – polski pedagog, prof. dr hab.

## Życiorys
Studiował na Uniwersytecie Mikołaja Kopernika w Toruniu, 20 lutego 1973 obronił pracę doktorską Społeczne uwarunkowania przestępczości młodocianych mężczyzn w mieście Bydgoszczy, 5 lipca 2001 habilitował się na podstawie pracy zatytułowanej Psychospołeczne uwarunkowania pracy resocjalizacyjnej personelu więziennego. 31 stycznia 2008 nadano mu tytuł profesora w zakresie nauk humanistycznych.
Był profesorem w Instytucie Pedagogiki na Wydziale Nauk Społecznych Uniwersytetu Gdańskiego (gdzie pełnił też funkcję dziekana w latach 2002–2008) oraz na Wydziale Nauk Społecznych Gdańskiej Wyższej Szkole Humanistycznej.

## Odznaczenia
- Krzyż Kawalerski Orderu Odrodzenia Polski (2004)[5]